# Rebel·lió de Gant

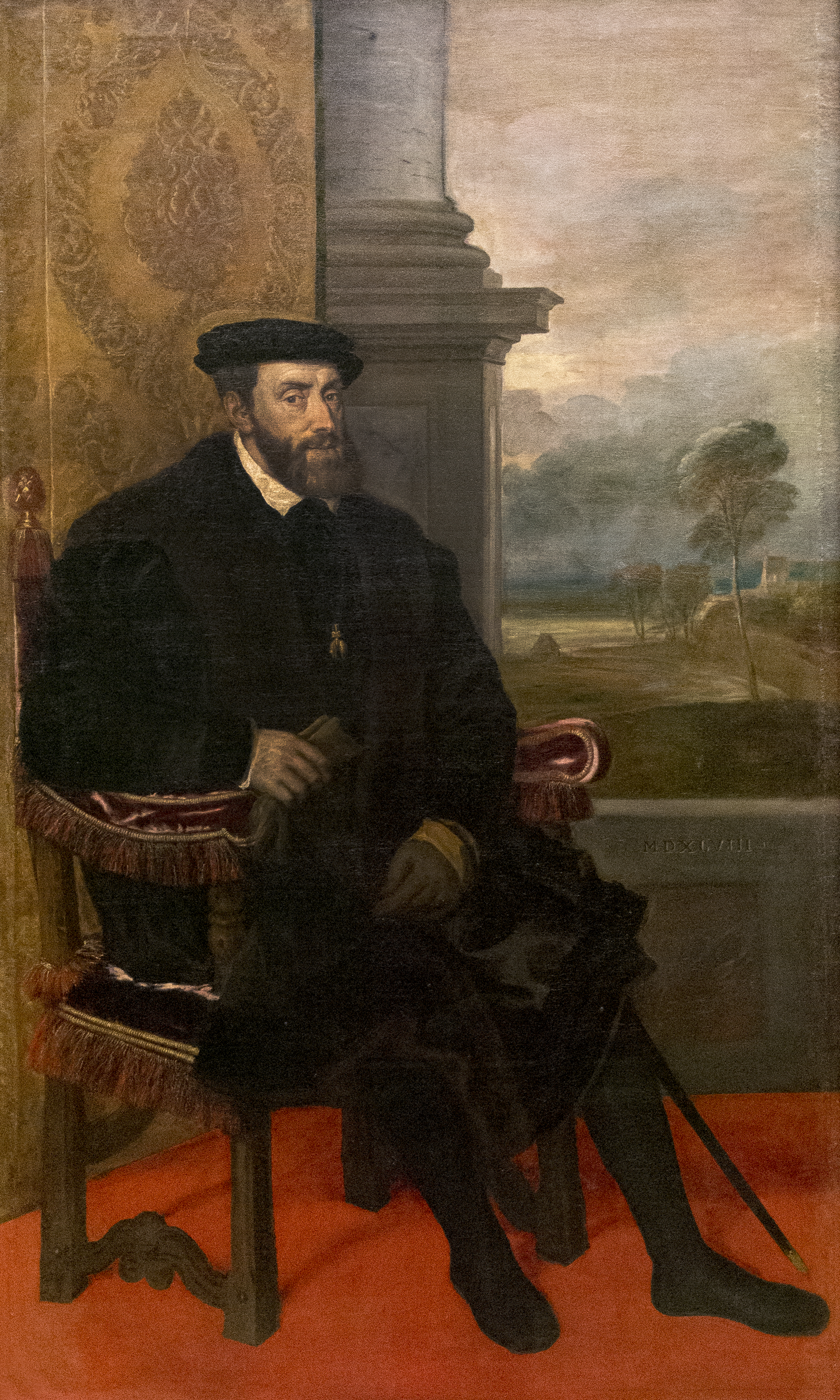
Carles V per Ticià, Alte Pinakothek

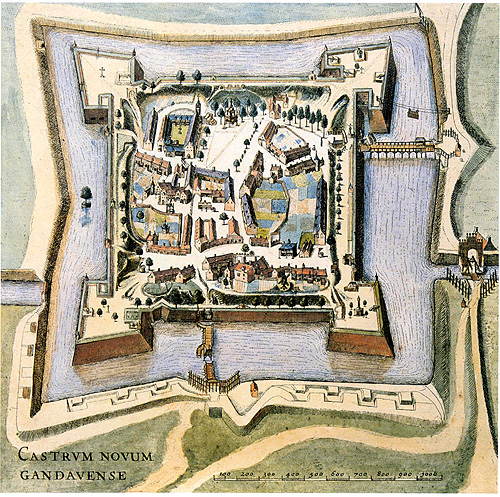
Spanjaardenkasteel (Castell dels espanyols) construït després de la revolta

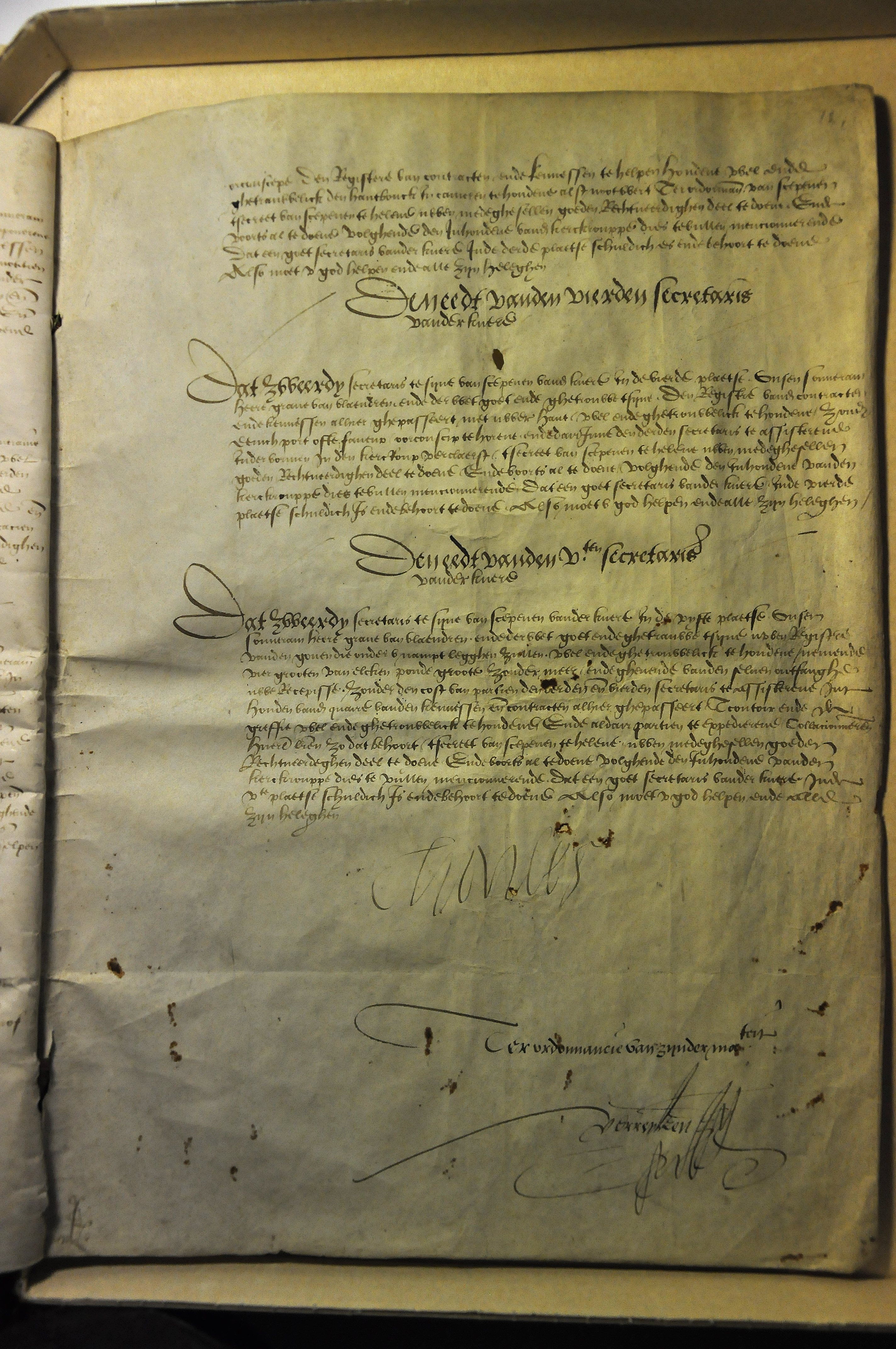
Signatura de Carles V a la darrera pàgina de la Concessio Carolina

La rebel·lió de Gant és una revolta que del 1539 al 1540 va tenir lloc a la ciutat de Gant del comtat de Flandes. El magistrat i la població de la ciutat es van aixecar contra la política fiscal de l'emperador Carles V del Sacre Imperi Romanogermànic, també anomenat Carles I d'Espanya.

## Antecedents

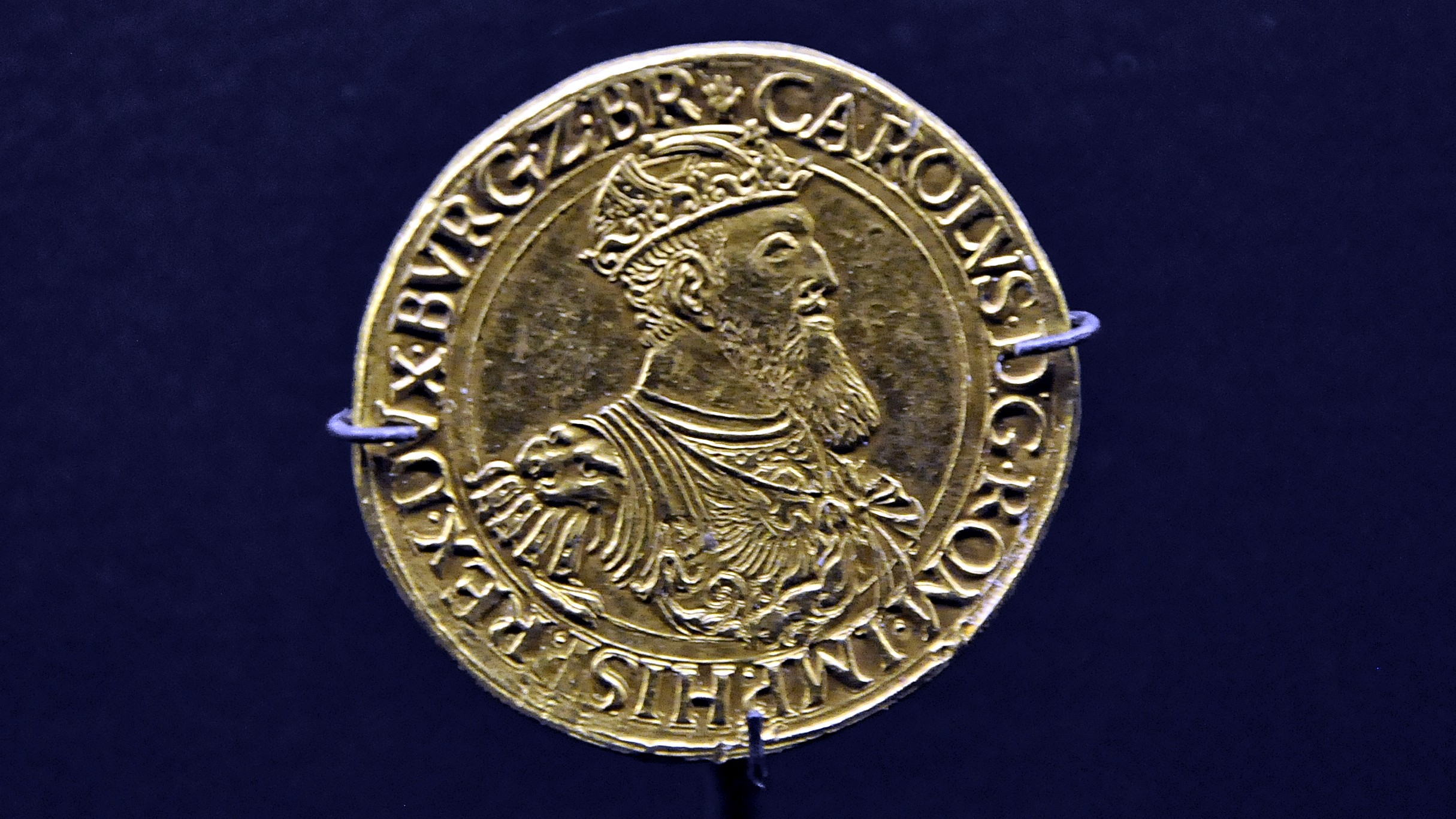
Carolus d'or

La política fiscal de la germana de Carles V i governadora dels Països Baixos Maria d'Hongria va exasperar la població de Gant. El 1937 es va decretar un impost especial per pagar l'exèrcit per a la conquesta d'Itàlia. El Comtat de Flandes havia de contribuir 1,2 milions de Carolus d'Or. Tres dels quatre membres de Flandes van acceptar, però el quart i més opulent, Gant, va refusar. El decret Calfvel, que restringia molts privilegis de la ciutat, va ser estripat públicament, atesa la manca de respecte que significava per a la seva sobirania. Carles V va considerar l'acte com un crim de lesa majestat i es va enfadar.
A Madrid, Carles V va rebre notícies inquietants de la seva germana Maria d'Hongria sobre la resistència i el 1539 va decidir anar a les Disset Províncies. Després de la reconciliació amb el rei Francesc I a Aigues-Mortes va obtenir el permís de travessar França. Va passar entre d'altres per Bordeus, Poitiers, Orléans, els castells del Loira, Fontainebleau on en cada ocasió s'hi van organitzar fasts estrafolaris. També va passar per Kamerijk i Valenciennes, on el 25 de gener va rebre una delegació de Gant a la qual no va informar de les seves intencions militars. Finalment va arribar el 29 de gener del 1540 a Brussel·les, al ducat de Brabant.

## La reacció imperial
El 14 de febrer, quatre companyies d'infanteria alemanyes (uns 4000 soldats) armades de canons dirigits vers els principals eixos, es van instal·lar a la plaça Vrijdagmarkt de Gant. Després, Carles va fer una entrada solemne acompanyat de Maria d'Hongria, l'aleshores molt jove Guillem d'Orange, la seva cosina Cristina, duquessa de Milà, el comte Antoni I de Lalaing, el nunci apostòlic i tota una processó de nobles, precedit per centenars d'arquers i alabarders. Les forces militars, reforçades per vuit-cents cavallers, van ser acantonades en diversos indrets estratègics de la ciutat.
El 16 de febrer els gantencs van transmetre una memòria de defensa a l'emperador. L'endemà, Carles va ordenar l'arrest de vint-i-cinc caps de la rebel·lió. El 20 de febrer, en el seu quarantè aniversari, l'emperador va convidar el consell de la ciutat. Van haver de jurar fidelitat a l'emperador. En aquesta ocasió Balduí Le Cocq, fiscal-general del Consell de Flandes, va pronunciar un discurs d'inculpació virulent dels estaments de Gant. Els seus béns van ser intervinguts i els seus privilegis abolits. Van obtenir deu dies per preparar la seva defensa.
El 6 de març el consell de la ciutat es va trobar altra vegada amb l'emperador, que era acompanyat del seu germà Ferran i Maria d'Hongria. Van disculpar-se en invocar els seus privilegis i el mal govern de Maria d'Hongria, cosa que va enfadar Carles V. El fiscal Pierre du Breul els va reprotxar arrogància ufana. Carles V va reservar-se la resposta. Va anunciar que prepararia una intervenció que hauria de posar un final definitiu a qualsevol vel·leïtat de rebel·lió futura. El 17 de març, els caps de la rebel·lió van ser decapitats a la plaça davant el Castell dels Comtes, entre ells Simon Borluut, Willem de Mey, Laurent Claeys, Lieven Hebscap i Lieven d'Herde. Els seus cossos van ser exposats en rodes i els caps en piques al camp, fora de la porta Muidepoort.
El 29 d'abril l'emperador va dictar la Concessio Carolina. Inculpada per infidelitat, sedició, motí, desobediència, violació de contracte i lesa majestat, la ciutat va perdre tots els seus drets, llibertats i privilegis. Tots els béns de la ciutat van ser confiscats. La campana Klokke Roeland, símbol de la llibertat, es va traure del belfort, i a més Carles imposà una multa enorme a la ciutat. La Col·lació o Brede Raad va ser abolida. D'aleshores ençà, els regidors van ser nomenats directament per l'emperador. A més es va imposar un ritual d'humiliació per a escenificar l'autoritat imperial. El 3 de maig, els membres del consell de la ciutat, secretaris i funcionaris de l'administració, caps dels gremis i trenta gantencs prominents havien d'anar en processó, descalços, vestits només d'una camisa i portant un dogal, de la Casa de la Vila a la residència de Carles V per demanar-li perdó en veu alta. Això va ser l'origen del malnom dels gantencs portadors de dogal (en neerlandès: stroppendragers) que amb el temps va esdevenir un símbol de l'esperit de llibertat i d'insubmissió de la ciutat.
El comtat de Flandes en general i particularment Gant era econòmicament molt important per a l'Imperi Espanyol, i per això Carles va renunciar a destruir totalment la ciutat, com sí que havia fet a Terwaan, per tal d'evitar la pèrdua d'una important font d'ingressos per a l'imperi. A fi de prevenir qualsevol risc d'una nova revolta, va imposar als gantencs la destrucció de l'Abadia de Bavó i va construir-hi el Castell dels Espanyols (Spanjaardenkasteel), una ciutadella on va acantonar un destacament d'uns 2500 militars per contenir l'indomable esperit de revolta de la població. El 1568, el duc d'Alba hi va empresonar els comtes Lamoral d'Egmont i Horne, acusats d'heretgia pel Tribunal dels Tumults per haver preconitzat la tolerància religiosa, abans d'executar-los a Brussel·les.